# Rond-point du Prado (métro de Marseille)
Pour le carrefour, voir Rond-point du Prado.
La station Rond-point du Prado est une station de la ligne 2 du métro de Marseille desservant les quartiers de Saint-Giniez et du Rouet conçue par l'architecte marseillais Maurice Scialom,.
La station a été mise en service le 1er février 1986.
Durant l'été 2022, la station est renommée Rond-point du Prado – Les plages, faisant référence aux plages du Prado, accessibles en correspondance avec le bus.

## Situation
La station se situe sous le rond-point éponyme, à proximité du Stade Vélodrome ainsi que du Parc Chanot.

## Architecture et équipements
La station comporte deux entrées : une sur le rond-point du Prado à proximité immédiate de l’entrée du parc Chanot et du palais des congrès au sud-est ainsi qu’une autre située boulevard Michelet qui donne accès au centre commercial du Prado, au parking relais ainsi qu’à l’Orange Vélodrome. La première entrée comporte des escalators et des escaliers de descente débouchant sur un long couloir avec, tout le long, des petits commerces installés depuis 2013. Le deuxième accès comporte des escalators, des escaliers et un ascenseur débouchant directement sur l’étage de validation qui est orné de baies vitrées au plafond et de panneaux bleu ciel représentant des joueurs de et un ballon de football qui illustrent la proximité avec l’Orange Vélodrome, enceinte de l’Olympique de Marseille. Six accès permettent de rejoindre les quais, trois par quai dont un ascenseur pour chaque quai. Les accès par escaliers sont décorés de carrelage vert formant des briques. Les quais sont ornés de panneaux en jaune, couleur dominante de la station, d’un immense trou rond entouré de métal dans les panneaux au nord de chaque quai ainsi que d’un mur carrelé de briques beige au sud de chaque quai.

## Correspondances RTM
À partir du site officiel de la RTM.
Terminus Métro Rond-point du Prado situé sur le Boulevard Michelet
- Ligne  en direction du Campus de Luminy
- Ligne  en direction des Baumettes
- Ligne  en direction de La Seigneurie
- Ligne  en direction de Beauvallon
- Ligne  en direction du Collège Roy d'Espagne
- Ligne  en direction de Marseilleveyre

Arrêt Métro Rond-point du Prado situé sur le Boulevard Michelet
- Ligne   en direction de Castellane, de Luminy parc national des Calanques ou du Campus de Luminy

Terminus Métro Rond-point du Prado situé sur l'Avenue du Prado
- Ligne  en direction de Vieux Port Ballard
- Ligne  en direction du Mucem St Jean

Arrêt Métro Rond-point du Prado situé sur l'Avenue du Prado
- Ligne   en direction de Castellane ou de la Madrague de Montredon

Terminus Métro Rond-point du Prado situé sur le Boulevard Rabatau
- Ligne  en direction du Métro Bougainville

## Correspondanceslecar
Arrêt Métro Rond-point du Prado situé sur l'Avenue du Prado
- Ligne 78 en direction de Castellane, de Cassis - Gendarmerie ou de La Ciotat - Office de tourisme.

## Sites desservis
- Le Stade Vélodrome
- Le Marseille Chanot
- Le Centre Commercial du Prado
- Le Grand Pavois

## Services
- Service assuré du lundi au dimanche de 5h à 1h.
- Distributeurs de titres : possibilité de régler par billets, pièces, carte bancaire.
- Parking relais accessible du lundi au vendredi de 6h30 à 20h, d'une capacité de 350 places.

## Hommage
Un an après la mort de Pape Diouf,  journaliste sportif à La Marseillaise, ce quotidien régional lance un appel pour que la station Rond-point du Prado prenne son nom.

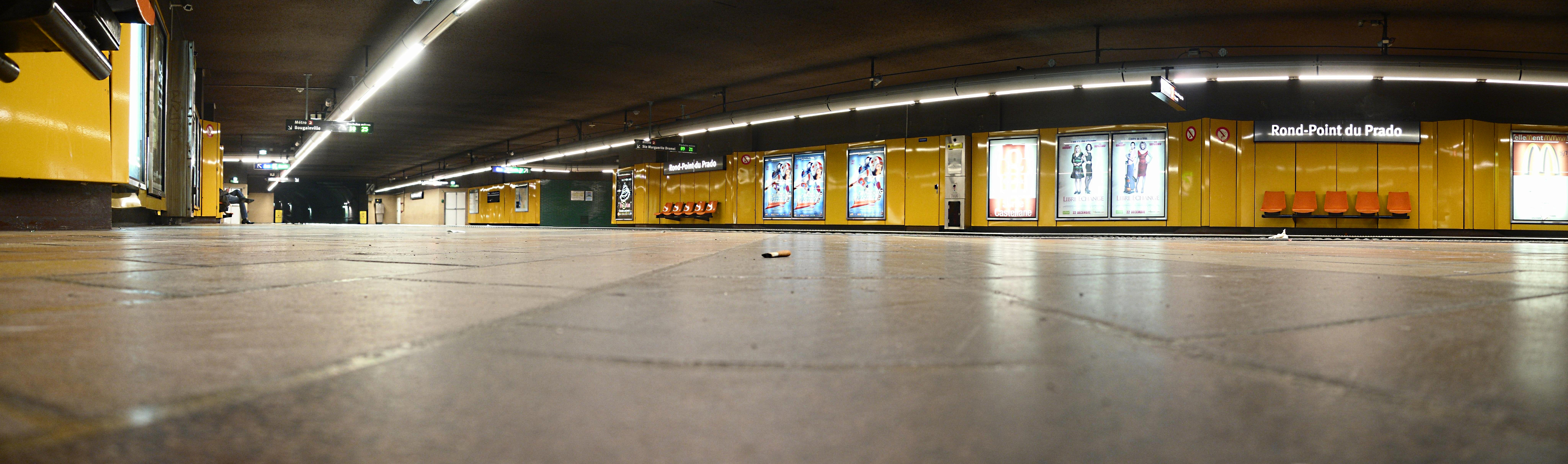
Panoramique de la station de métro Rond-point du Prado.

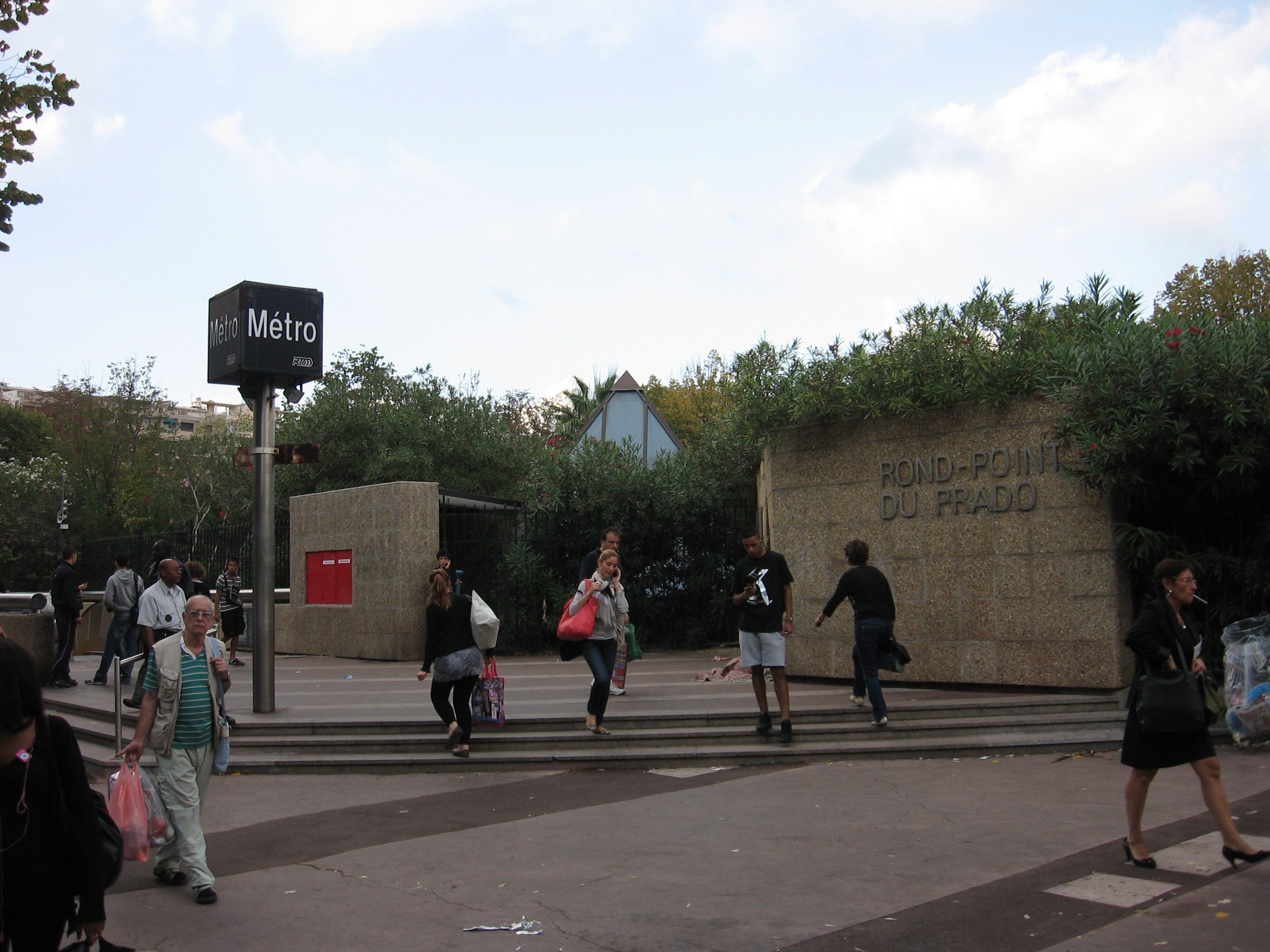
Entrée de la station côté Orange Vélodrome.